# 뜨거운 암흑물질
뜨거운 암흑 물질은 초상대론적인 속도로 여행하는 입자의 존재인 암흑물질의 가설의 형태이다. 뜨거운 암흑물질과 제일 일치하는 후보자는 중성미자이다. 중성미자는 매우 작은 질량을 가지고 있고 4개의 기본힘중 전자기력과 강력이 없다. 그들은 약력과 중력의 영향을 받지만 이 힘들의 힘도 약해서 그들을 발견하기 어렵다. 다수의 프로젝트, 일본 기후현에 있는Super-Kamiokande 중성미자 관측소 같은 곳에서 중성미자에 대해 연구중이다.
암흑물질은 전자기파 복사로 관측할 수 없는 물질이라 어둡다. 이것이 있다고 가정하면 빅뱅후에 은하의 성단들과 초은하단들이 어떻게 형성되는지 설명할 수 있다. 은하 회전곡선으로부터의 자료은하의 볼 수 없는 질량의 90%가 은하의 도처에 있을 것이라고 가리킨다. 이것은 오직 중력효과로만 관측이 가능하다.
뜨거운 암흑물질은 빅뱅으로부터 각각의 은하들이 어떻게 형성되는지 설명할 수 없다. COBE 위성으로 측정된 초단파배경복사는 매끄럽고 빠르게 움직이는 입자들이고 이 입자들은 함께 뭉칠 수 없다.